# Chironomus acutiventris
Chironomus acutiventris är en tvåvingeart som beskrevs av Wulker och Ryser 1983. Chironomus acutiventris ingår i släktet Chironomus och familjen fjädermyggor. Arten har ej påträffats i Sverige. Inga underarter finns listade i Catalogue of Life.